# Sachindra Prasad Bose

A bandeira de Calcutá.

Sachindra Prasad Bose foi um ativista político Indiano, seguidor de sir Surendranath Banerjee, e genro do moderado líder brahmo, Krishna Kumar Mitra. Ele concebeu e desfraldou a bandeira de Calcutá em 7 de agosto de 1906 na Praça Parsi Bagan (Greer Park), em Calcutá.